# Persicaria mitis
Il poligono mite (Persicaria mitis (Schrank) Assenov, 1966) è una pianta di tipo arbustivo della famiglia delle Poligonacee con piccoli fiori bianchi raccolti a spiga.

## Etimologia
Il nome del genere (Persicaria) deriva semplicemente dal fatto che le foglie sono molto simili a quelle del pesco. L'epiteto specifico (mitis) può indicare una specie di dimensioni più piccole rispetto ad altre dello stesso genere.

Il binomio scientifico originale Polygonum mite è stato definito dal botanico ed entomologo tedesco Franz Paula von Schrank (1747 –1835) nella sua opera "Bayerische Flora” (München, 1789).

Gli inglesi chiamano questa pianta Tasteless Water-pepper; i tedeschi la chiamano Miider Knöterich; i francesi Renouée douce.

## Descrizione
La forma biologica è terofita scaposa (T scap), ossia si tratta di una pianta a ciclo biologico annuo (raramente biennale) con fusto allungato e non molto foglioso. L'altezza media che raggiunge questa pianta è dai 30 cm ai 60 cm (in Pignatti è indicata una altezza massima di 120 cm misurata dall'Autore personalmente).

### Radici
La radice è fittonante.

### Fusto
Il fusto è sottile ma robusto, eretto, glabro e lievemente arrossato all'altezza degli internodi per la presenza di ocree pubescenti (sono delle stipole cilindriche, membranose, ciliate con lunghe setole irsute e strettamente guainanti il fusto); queste strutture sono tipiche di questa e altre specie del genere Persicaria. Il fusto può essere semplice o ramificato. Dimensioni delle ocree : 1 – 1,5 cm di lunghezza.

### Foglie

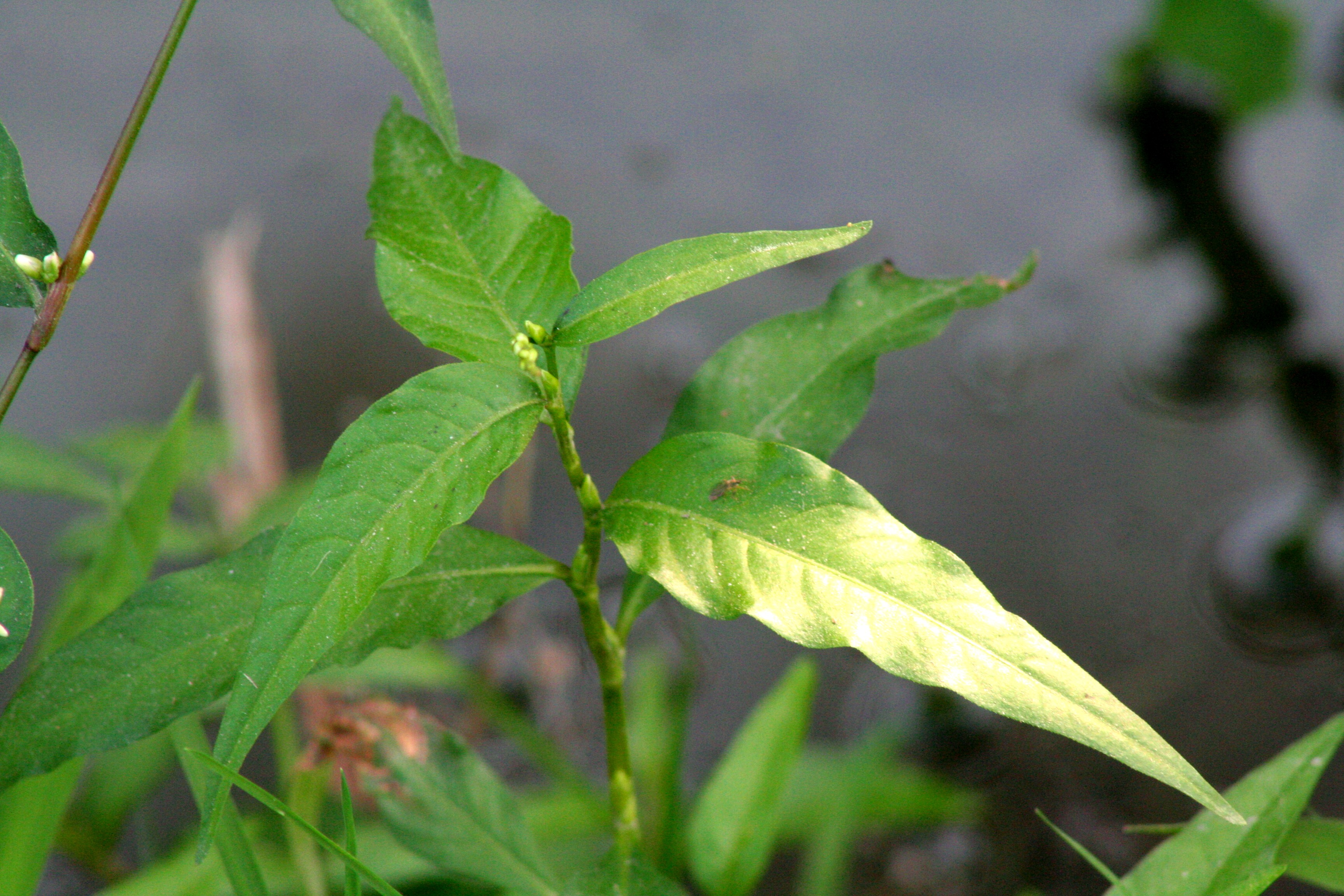
Le foglie. Località Canizzano (TV), quota 10 m s.l.m. 13/10/2008

Le foglie lungo il fusto sono a disposizione alterna. La forma è lanceolata o lanceolato-lineare; normalmente sono 6 volte più lunghe che larghe. Il margine è semplice ma lievemente revoluto; l'attacco al fusto è sub-sessile. Dimensione medie delle foglie : larghezza 0,3 – 2 cm; lunghezza 2 – 8 cm.

### Infiorescenza

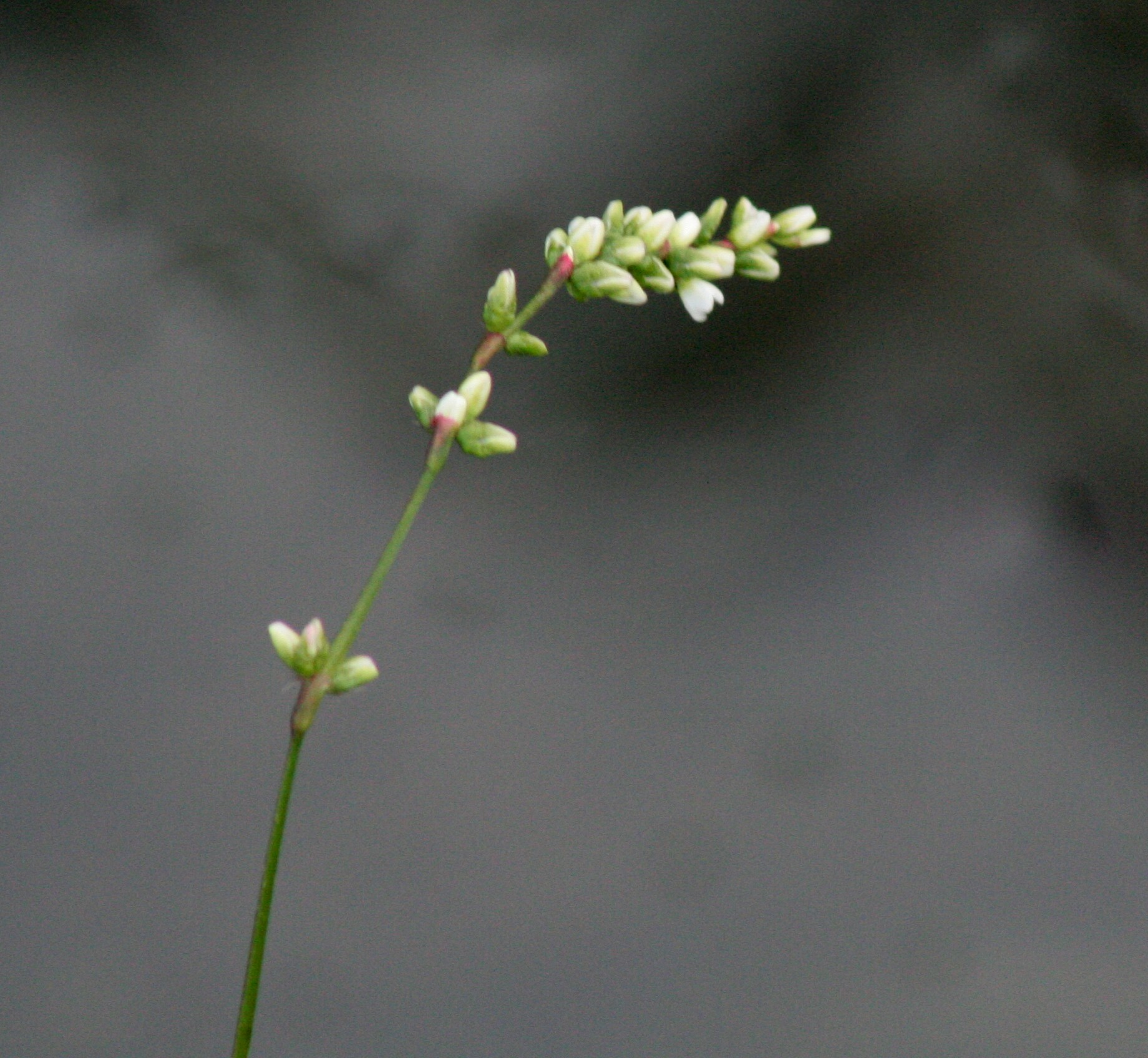
L'infiorescenza. Località Canizzano (TV), quota 10 m s.l.m. 13/10/2008

L'infiorescenza è composta da sottili e lunghe spighe peduncolate terminali disposte all'ascella delle foglie (nell'internodo inguainato dalle ocree). Le spighe si presentano discontinue (glomeruli di fiori poco addensati e intervallati sull'asse nudo portante la spiga stessa) e a volte arcuate verso il basso. I fiori sono o sub- sessili o appena pedicellati. Alla base dell'infiorescenza sono presenti delle piccole brattee. Dimensioni dell'infiorescenza : 1 – 5 cm di lunghezza (ma può arrivare anche fino a 20 cm); lunghezza dei pedicelli : 0,5 – 1 mm.

### Fiori
La struttura dei fiori di questa specie è diversa dal “classico” fiore delle Angiorsperme in quanto il calice e la corolla non sono ben differenziati; abbiamo quindi un perigonio con diversi tepali (e non un perianzio con un calice e i suoi sepali e una corolla con i suoi petali). Questa “diversità” non sempre è chiara e ben definita, o accettata dai vari botanici, per cui in alcuni casi strutture di questo tipo si definiscono come “perianzio corollino con tepali” oppure “perianzio aciclico” 
 I fiori sono ermafroditi, attinomorfi, pentameri, persistenti e molto regolari nelle dimensioni. Dimensioni dei fiori : 1,5 – 2,5 mm.
- Formula fiorale:

* P 5, A 8, G 3
- Perigonio: il perigonio è glabro a forma ovato - ellittica; i tepali sono 5 biancastri oblanceolati (è questa la parte colorata per cui a volte si chiamano anche petaloidei) e sono connati per 1/3 della loro lunghezza. Dimensione dei tepali: larghezza 0,5 – 1,5 cm; lunghezza 1,25 – 2,5 cm.
- Androceo: gli stami sono 8 di colore bianco con lunghi filamenti. Le antere sono giallastre e di forma ellittica.
- Gineceo: gli stili sono 3 connati alla base ma liberi nella parte superiore, su un ovario supero sincarpico formato da tre carpelli.
- Fioritura : questa pianta fiorisce da luglio a ottobre.
- Impollinazione: tramite insetti.

### Frutti
Il frutto è un achenio uniloculare (e quindi un seme solo) a forma ovale, appiattito e biconvesso; è di colore nero o marrone scuro, ma la superficie è lucida. La sezione a volte può essere triangolare. Dimensione del frutto 1,5 – 3 x 0,5 -1,5 mm.

## Distribuzione e habitat
- Geoelemento: il tipo corologico (area di origine) è Europeo-Caucasico.
- Diffusione : in Italia è diffusa su tutto il territorio anche se al sud è presente solo in modo discontinuo ed è più rara. Sull'arco alpino è presente ovunque (solamente nella provincia di Cuneo alcune segnalazioni sono dubbie).
- Habitat: l'habitat è quello degli ambienti umidi, campi, colture e incolti. Il substrato preferito da questa specie è sia calcareo che siliceo con pH neutro e buoni livelli nutrizionali del terreno in ambiente umido.
- Diffusione altitudinale : dal piano a fino a circa 800 m s.l.m.; quindi è una pianta che si trova in prevalenza nella fascia del piano collinare (raramente quello montano).

## Fitosociologia
Dal punto di vista fitosociologico la specie di questa scheda appartiene alla seguente comunità vegetale :
Formazione : comunità terofitiche pioniere nitrofile
Classe : Bidentetea tripartitae
Ordine : Bidentetalia tripartitae

## Tassonomia
La famiglia di questo genere è mediamente numerosa (una cinquantina di generi per circa un migliaio di specie), mentre il genere Persicaria comprende una cinquantina di specie, di cui una dozzina circa sono spontanee della nostra flora.

Il Sistema Cronquist assegna la famiglia delle Poligonacee all'ordine delle Polygonales mentre la moderna classificazione APG la colloca nell'ordine delle Caryophyllales. Sempre in base alla classificazione APG sono cambiati anche i livelli superiori (vedi tabella a destra).

Il genere di questa pianta è relativamente nuovo in quanto fino a qualche decennio fa questa pianta e altre specie simili facevano parte del genere Polygonum. Questa ristrutturazione tassonomica non è accettata unanimemente da tutti botanici, infatti tuttora ci sono ancora diverse classificazioni che non contemplano un'esistenza autonoma per il genere Persicaria.

All'inizio dell'altro secolo il botanico italiano Adriano Fiori (1865 – 1950) aveva sistemato questa pianta nella sezione “PERSICARIA” del genere Polygonum; sezione caratterizzata dall'avere foglie lanceolate, ocree ad angolo retto, fusti ramosi con infiorescenza a spiga e cotiledoni “accombenti”, ossia nel seme le “radicicole” sono piegate sul margine dei cotiledoni, e si sviluppano sulla linea di fenditura di separazione degli stessi. Questa sezione ora è stata convertita in un genere autonomo.

### Ibridi
Nell'elenco che segue sono indicati alcuni ibridi interspecifici :
- Persicaria mitis x minor (ex Polygonum ×wilmsii G. Beck in Reichenb. & Reichenb. Fil. (1906)) - – Ibrido fra Persicaria mitis e Persicaria minor.
- Persicaria maculosa x mitis (ex Polygonum ×condensatum (F.W. Schultz) F.W. Schultz (1848)) – Ibrido fra : Persicaria maculosa e Persicaria mitis
- Persicaria hydropiper × mitis (ex Polygonum ×hybridum Chaub. in St-Amans (1821)) – Ibrido fra Persicaria hydropiper e Persicaria mitis)
- Persicaria lapathifolia x mitis (ex Polygonum ×silesiacum G. Beck in Reichenb. & Reichenb. Fil. (1906) – Ibrido fra : Persicaria lapathifolia e Persicaria mitis.

### Sinonimi
- Persicaria dubia Fourr.
- Persicaria laxiflora (Weihe) Opiz (1852)
- Persicaria hydropiper L. var. eglandulosa Hook. (1886)
- Persicaria hydropiper subsp. mite (Schrank) A. Majeed & Kak (1984)
- Persicaria hydropiper subsp. mite (Schrank) Munshi et Javeid (1986)
- Polygonum braunii Bluff & Fingerh. (1825)
- Polygonum dubium Stein ex A. Braun (1824)
- Polygonum hydropiper L. (1753) subsp. mite (Schrank) Munshi & Javeid (1986)
- Polygonum laxiflorum Weihe (1826)
- Polygonum mite Schrank (1789)
- Polygonum mite Schrank (1789) subsp. pusillum (Lam.) Berher in L. Louis (1887)
- Polygonum persicaria L. (1753) subsp. laxiflorum (Weihe) Celak. (1871)
- Polygonum rosellum Gandoger (1882)

### Specie simili
- Perscaria lapathifolia (L.) S.F. Gray (ex Polygonum lapathifolium L.) - Poligono nodoso : (questa pianta appartiene al Gruppo di Persicaria lapathifola) si differenzia per il colore dell'infiorescenza che all'antesi è bianco – verdastra e per le ocree che sono appena dentellate e non cigliate.
- Persicaria maculosa (Raf.) S.F. Gray (ex Polygonum persicaria) – Poligono persicaria : in genere è più grande della mitis; le ocree sono rigonfie alla base e provviste di lunghe setole lesiniformi sul bordo superiore; le foglie presentano una caratteristica V scura e rovesciata.
- Persicaria minor (Huds.) Opiz (ex Polygonum minus) – Poligono minore : il fusto ha un portamento prostrato; l'infiorescenza è più rosata; le foglie sono lineari (poco lanceolate); le ocree sono più allargate; l'achenio su una faccia è piano.
- Persicaria hydropiper (L.) Opiz (ex Polygonum hydropiper L.) - Poligono pepe d'acqua : il fusto è prostrato-ascendente; le foglie hanno un forte sapore acre; l'infiorescenza è biancastra, molto lunga e a volte è ripiegata verso il basso; è una pianta che vive in ambienti molto umidi quasi acquitrinosi.
- Persicaria orientalis (L.) Spach (ex Polygonum orientale L.) - Poligono orientale : si differenzia per il colore del fusto che è giallastro; le foglie sono lanceolate, quasi cordate; le spighe hanno un forte colore rosso – corallo.
- Persicaria amphibia (L.) S.F. Gray (ex Polygonum amphibium L.) - Poligono anfibio : come dice il nome parte del fusto è generalmente sommerso nell'acqua; le foglie sono più lunghe, mentre l'infiorescenza è rosata e più breve.

## Galleria d'immagini

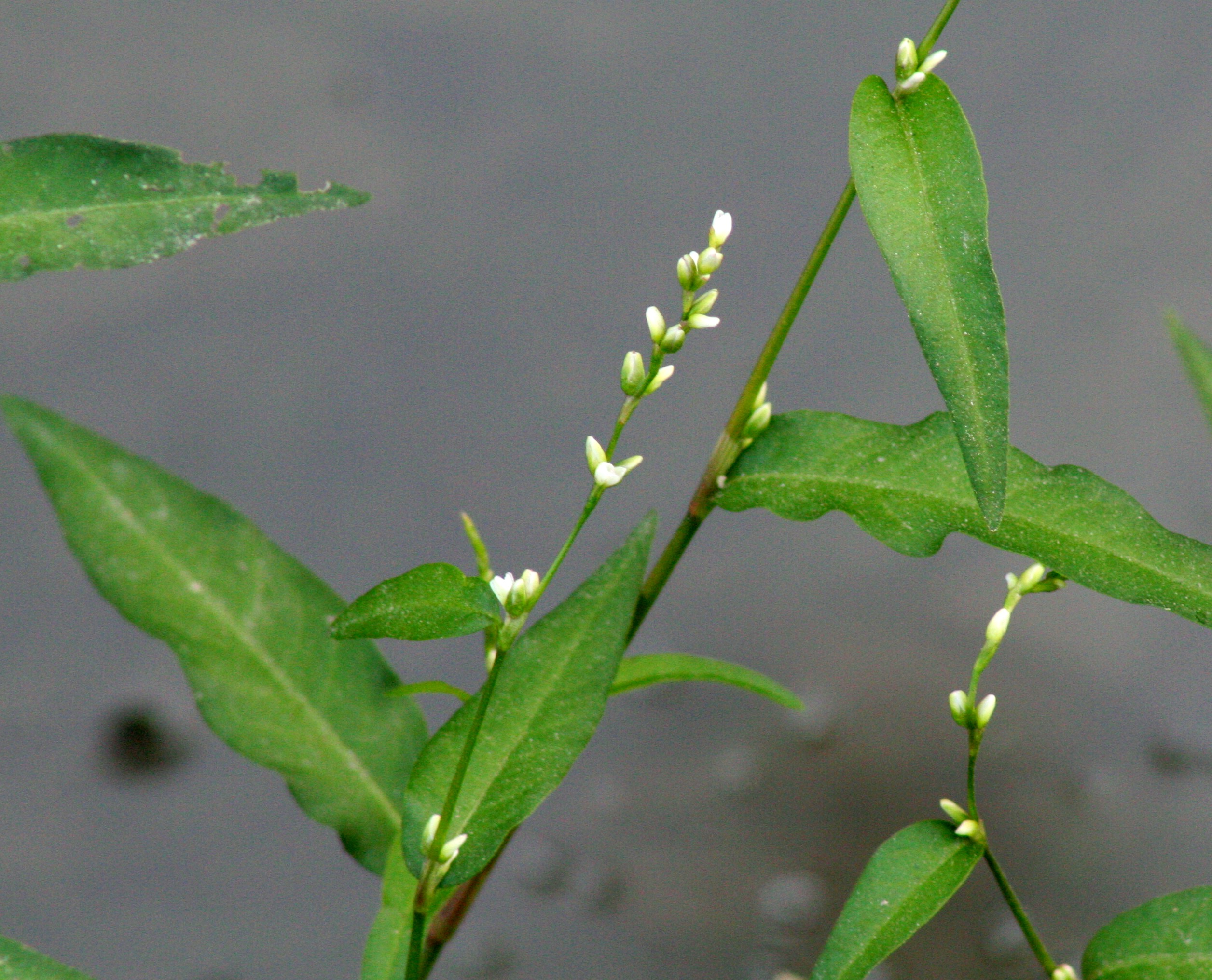
Località Canizzano (TV), quota 10 m s.l.m. 13/10/2008
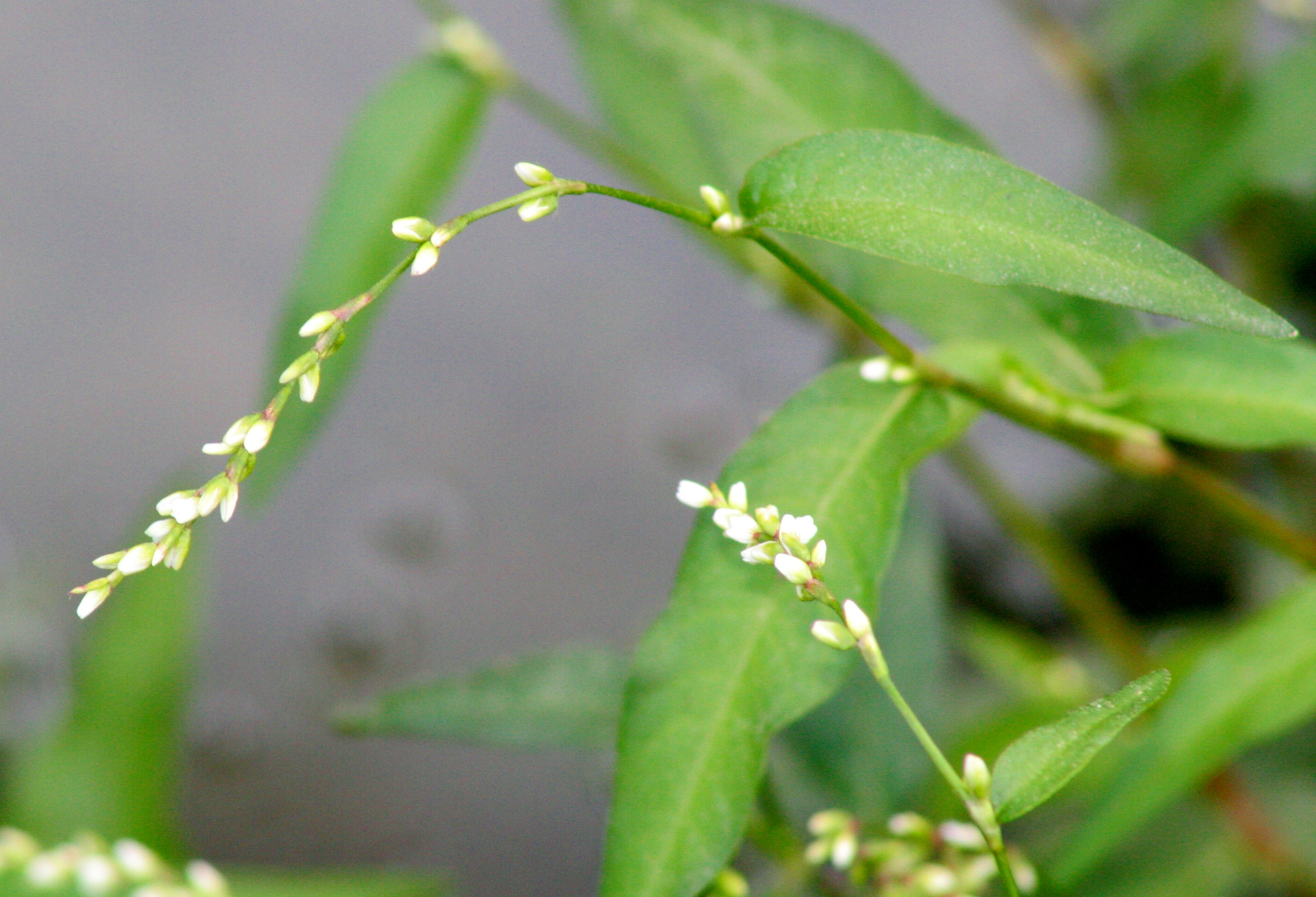
Località Canizzano (TV), quota 10 m s.l.m. 13/10/2008
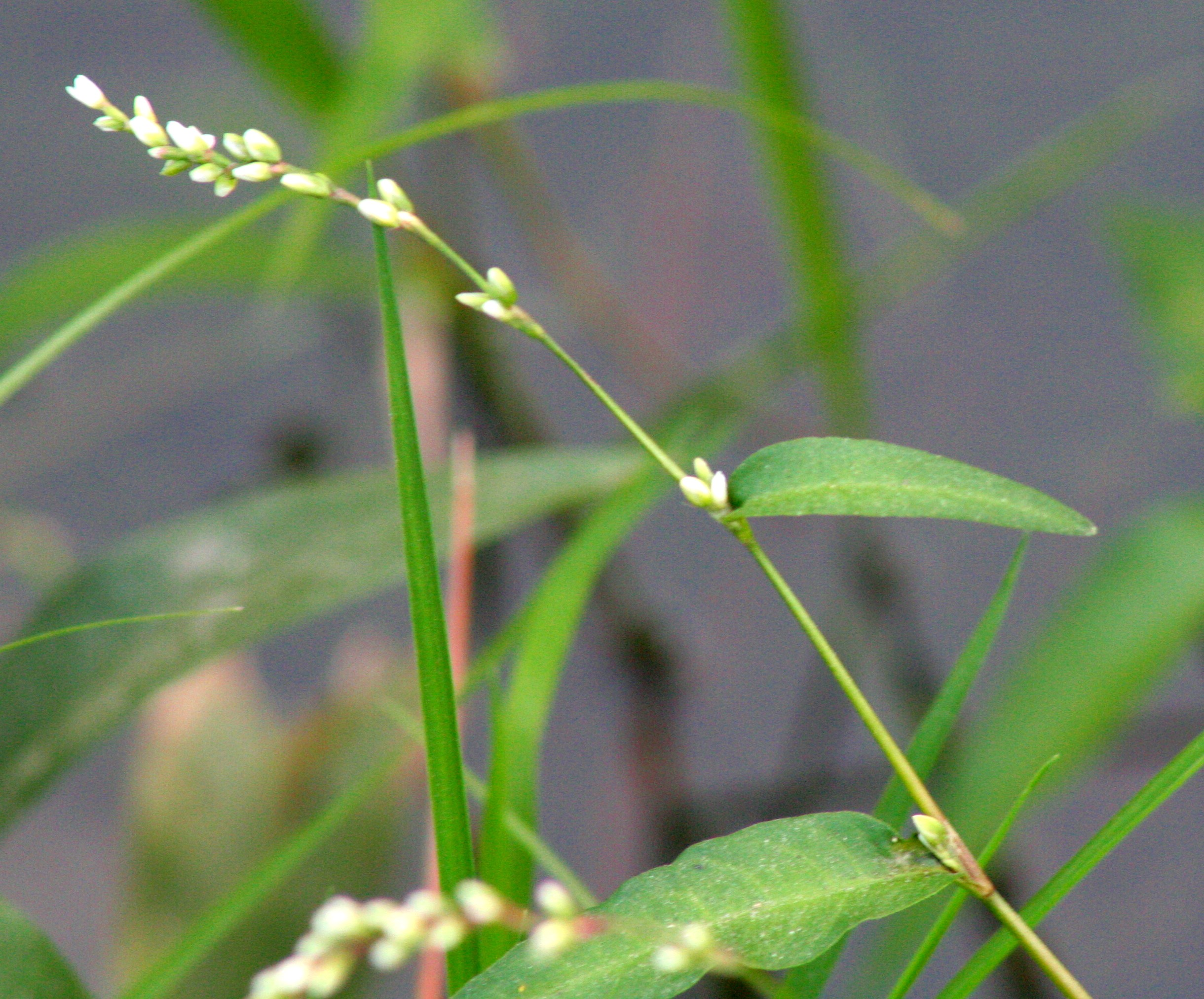
Località Canizzano (TV), quota 10 m s.l.m. 13/10/2008